# Större än-tecken
Större än-tecknet, störreäntecknet eller, om än något felaktigt, höger vinkelparentes är en matematisk symbol med tecknet >.

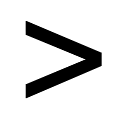
En bild med större än-tecknet

## Användningsområden

### Matematik –större än
Inom matematiken används tecknet > som jämförelse- eller olikhetstecken. Talet, variabeln eller storheten som föregår tecknet på vänster sida är då större (mer positivt) än det tal, variabel eller storhet som står efter tecknet, d.v.s. på dess högra sida:
- 3,5 > −3,5
- x > y2
- tmax > 1,5 h

Tecknet utläses som är större än:
- a > (b + c) (läs "a är större än summan av b och c" (alt. "b plus c"))

Tecknet kan också upprepas efter varandra som >> (≫ (U+226B – Much greater-than)) och >>> (⋙ (U+22D9 – Very much greater-than)), och betonar då att storleksskillnaden är ännu större (betydelsen för respektive tecken är mycket större än och mycket, mycket större än). Dessa tecken brukas främst då approximationer görs.
Tecknet finns även negerat, som inte större än-tecken (≯), samt i kombination med andra tecken:
- ≧ (U+2267 – Greater-than over equal to)
- ≩ (U+2269 – Greater-than but not equal to)
- ≱ (U+2271 – Neither greater-than nor equal to)
- ≳ (U+2273 – Greater-than or equivalent to)
- ≵ (U+2275 – Neither greater-than nor equivalent to)
- ≶ (U+2276 – Less-than or greater-than)
- ≷ (U+2277 – Greater-than or less-than)
- ≸ (U+2278 – Neither less-than nor greater-than)
- ≹ (U+2279 – Neither greater-than nor less-than)
- ⋗ (U+22D7 – Greater-than with dot)
- ⋚ (U+22DA – Less-than equal to or greater-than)
- ⋛ (U+22DB – Greater-than equal to or less-than)
- ⋝ (U+22DD – Equal to or greater-than)
- ⋧ (U+22E7 – Greater-than but not equivalent to)

Teckensnittet Arial Unicode MS eller Lucida Sans Unicode har här använts för att visa tecknen. Om de inte visas kan det bero på att du inte har dessa installerade på din dator.

### > som pilhuvud
Ibland används > för att beteckna pilhuvud tillsammans med - och == (eventuellt även tillsammans med <) som substitut för pilarna →, ↔, ⇒, ⇔ etc.

### Internet
I nedanstående sammanhang kallas > ibland för höger vinkelparentes eller höger tagg.

#### HTML-kodning
I HTML-kodning används < och > för att beteckna början respektive slutet av ett HTML-element:
- <B>...</B> gör texten som omsluts fet

#### Webbadresser och e-postadresser
De båda tecknen < och > används ibland för att avgränsa webbadresser och e-postadresser i löpande text:
- Vidarebefordrar det e-postmeddelande jag mottog från Bengt Bengtsson <bengt.bengtsson@exempel.com>.

### Höger vinkelparentes
Ibland kallas tecknet > för höger vinkelparentes (som i sammanhangen ovan) då det fungerar som substitut till tecknet (som normalt benämns höger vinkelparentes) 〉 eller 〉, som annars främst används i (äldre) ordböcker och ordlistor.

## Att generera tecknet

### Unicode
Unicode-koden för > är U+003E (Greater-than sign).

### HTML
HTML-koden för > är &gt;.

### LaTeX
LaTeX-koden för {\displaystyle >} är > eller \gt.

## Liknande tecken

### Höger vinkelparentes (〉eller〉)
Tecknet > bör inte ersätta höger vinkelparentes (〉 eller 〉), där sådant finns att tillgå.

### Gåsögon(«...») och enkla gåsögon (‹...›)
I vissa språk används » (och «) istället för citattecken, samt › (och ‹) vid inre citat. Dessa tecken bör inte ersättas med kombinationer av >.

### Tecken föraccentochdiminuendo
Ett liknande tecken som > används i notskrift som betoningstecken (accenttecken) för marcato (som ibland även betecknas med ett cirkumflex-liknande tecken ^), samt för diminuendo. Tecknet kan då även "töjas ut" för att omfatta en längre passage.